# Мост Чаринг-Кросс (серия картин)
«Мост Чаринг-Кросс» — серия картин с видом лондонского моста Чаринг-Кросс (современное название — мост Хангерфорд) работы французского художника-импрессиониста Клода Моне, входящая в общую группу картин Моне «Виды Лондона».
Почти все картины написаны с одного ракурса, но на них иногда варьируется широта и высота обзора. Основным изображённым на картинах объектом является железнодорожный мост Чаринг-Кросс. На большинстве картин на дальнем плане виден Вестминстерский дворец (здание Парламента). На некоторых полотнах сквозь туман проступают очертания Вестминстерского моста (номера по каталогу Вильденштейна: W1526, W1529, W 1531, W1532 и др.). На двух картинах угол обзора существенно смещён, и на них кроме самого моста и здания Парламента присутствует также и обелиск Клеопатры (W1543 и W1544). В основном картины имеют размер близкий к 65 × 90 см.
Моне работал над серией с 1899 по 1905 год, создав в общей сложности 37 картин с изображением моста.
Сегодня картины моста Чаринг-Кросс представлены во многих музеях по всему миру. К ним относятся Чикагский институт искусств, Балтиморский художественный музей, Музей изящных искусств в Бостоне, Художественная галерея Онтарио и Музей Тиссена-Борнемисы в Мадриде.
| Изображение и номер по каталогу Вильденштейна | Название, каталожные данные и местонахождение | Сведения о провенансе |
| --------------------------------------------- | --- | --- |
| W 1521                                        | Мост Чаринг-Кросс, Лондон, фр. Charing Cross Bridge, Londres. 65 × 92 см. Слева внизу подпись и дата: Claude Monet 99. Музей Шелбурна, Вермонт, США. Инв. № 1972-69.3.                                                            | В ноябре 1899 года выкуплена у Моне галереей «Буссо и Валадон» и в следующем году продана в галерею «Бернхайм-Жён». С 1902 года выставлялась в нью-йоркском отделении галереи Поля Дюран-Рюэля, где в 1903 году её купил Генри Осборн Хэвемайер. После смерти Хэвемайера картину унаследовала его дочь Электра. Далее картина значится в собрании основанного ею художественного фонда. В 1972 году картина была подарена музею Шелбурна, Вермонт, США. |
| W 1522                                        | Мост Чаринг-Кросс, фр. Charing Cross Bridge. 65 × 81 см. Слева внизу подпись и дата: Claude Monet 99. Музей искусств Санта-Барбары, Калифорния, США. Инв. № 1968.20.4.                                                            | В ноябре 1901 года выкуплена у Моне Полем Дюран-Рюэлем и в 1902 году приобретена Стенли Р. Маккормиком. В 1968 году подарена музею искусств Санта-Барбары Кэтрин Декстер Маккормик в память о её муже. |
| W 1523                                        | Мост Чаринг-Кросс, фр. Charing Cross Bridge. 65 × 92 см. Слева внизу подпись и дата: Claude Monet 1900. Художественный музей Мураучи, Хатиодзи, Япония.                                                                           | В ноябре 1901 года выкуплена у Моне Полем Дюран-Рюэлем и в 1905 году продана Джеймсу У. Вайлсу из Чикаго. 16 мая 1977 года выставлена на торги аукционного дома «Кристис» и куплена Даниэлем Нилом Хеллером. Впоследствии продана в Художественный музей Мураучи, Япония.. |
| W 1524                                        | Мост Чаринг-Кросс, фр. Charing Cross Bridge. 65 × 81 см. Справа внизу подпись и дата: Claude Monet 99. Частная коллекция, Испания.                                                                                                | В ноябре 1901 года выкуплена у Моне Полем Дюран-Рюэлем и в 1902 году продана Поттеру Палмеру из Чикаго. Далее выставлялась в нью-йоркской галерее «Хаммер» и затем находилась в коллекции Франсуа Шварца из Нью-Йорка. 27 ноября 1964 года выставлена на распродаже собрания Шварца, проходившей на лондонских торгах аукционного дома «Кристис» — картина не была продана и вновь выставлена на торги «Кристис» 28 июня 1968 года, где была приобретена галереей «Ральф, Бонд энд Разерфорд» по поручению неназванного покупателя. Далее картина принадлежала Сэму Уогстаффу, в 1974 году была выставлена в галерее Эрнста Бейелера в Швейцарии и с 1981 года находится в частной коллекции в Испании.                                      |
| W 1525                                        | Мост Чаринг-Кросс, фр. Charing Cross Bridge. 65 × 92 см. Слева внизу подпись и дата: Claude Monet 1900. Национальный музей западного искусства, Токио, Япония. Инв. № P.1959-0154.                                                | Куплена Мацуката Кодзиро (глава Kawasaki Dockyard Co., Ltd) у Моне в декабре 1921 года или в мае 1922 года, хранилась в его парижском доме. Конфискована французскими властями в 1944 году как собственность представителя высших кругов враждебного государства и передана на хранение в Государственный музей современного искусства в Париже. 23 января 1959 года на основании статей Сан-Францисского мирного договора 1952 года передана Францией японскому правительству и увезена Японию, где в апреле того же года была определена в состав собраний Национального музея западного искусства в Токио. |
| W 1526                                        | Мост Чаринг-Кросс, облачно, фр. Charing Cross Bridge, temps couvert. 60,6 × 91,5 см. Справа внизу подпись и дата: Claude Monet 1900. Бостонский музей изящных искусств, Бостон, США. Инв. № 1978.465.                             | 30 октября 1905 года выкуплена у Моне Полем Дюран-Рюэлем и в январе 1907 года продана в собрание Джозефа Дервина Хаббарда и его жены Дженет Уилсон из Чикаго. В 1978 году по завещанию их дочери Дженет Хаббард Стивенс передана в собственность Бостонского музея изящных искусств в память о её матери. |
| W 1527                                        | Мост Чаринг-Кросс, фр. Charing Cross Bridge. 65 × 92,2 см. Справа внизу подпись и дата: Claude Monet 1901. Чикагский институт искусств, США. Инв. № 1933.1150.                                                                    | 30 октября 1905 года выкуплена у Моне Полем Дюран-Рюэлем за 8000 франков. 20 декабря 1905 года картину за 15000 франков, при посредничестве скульптора и литейщика А. А. Эбра приобрёл Луи-Мари-Филипп Александр 4-й князь Ваграмский, однако 4 апреля 1914 года он вернул картину Дюран-Рюэлю с полным возмещением затраченной суммы. В конце того же года картина была отправлена в Нью-Йорк, где 23 февраля 1916 года её приобрёл Мартин А. Раерсон из Чикаго за 7800 долларов и в 1933 году картина по его завещанию поступила в Чикагский институт искусств . |
| W 1528                                        | Мост Чаринг-Кросс, фр. Charing Cross Bridge. 65 × 81 см. Справа внизу подпись и дата: Claude Monet 1903. Частная коллекция. | Выкуплена у Моне Жоржем Бернхаймом для своей галереи «Бернхайм-Жён». С 1930 года в собрании Б. Ж. ван Гелдера в Париже, 20 марта 1950 года выставлена на распродаже его собрания в аукционном доме «Друо». Далее картина находилась в галереях Этьена Биню, Вильденштейнов и «Марси» в Швейцарии, откуда попала в галерею «Кавальери Холдинг К°» в Лондоне. 7 ноября 1995 года была выставлена на торги аукционного дома «Кристис» в Нью-Йорке, где за 3522000 долларов была продана в неназванную частную коллекцию. |
| W 1529                                        | Мост Чаринг-Кросс, фр. Charing Cross Bridge. 65,4 × 81,3 см. Слева внизу подпись и дата: Claude Monet 1900. Национальный музей Уэльса, Кардифф, Великобритания. Инв. № NMW A 2483.                                                | Передана Моне организаторам благотворительной лотереи-аукциона в пользу жертв наводнения в Томболо, Италия. Победителем лотереи стала фирма «Чейн энд Симонсон», уплатившая максимальную сумму за лотерейный билет. Далее картина выставлялась в галерее Поля Дюран-Рюэля, где её приобрёл герцог Мальборо из Вудстока, Великобритания, от которого она в 1913 году оказалась в галерее «Уоллис». В том же году картину купила Маргарет Сидни Дэвис из Ньютауна и по её завещанию картина в 1963 году была передана в собрание Национального музея Уэльса. |
| W 1530                                        | Мост Чаринг-Кросс, фр. Charing Cross Bridge. 66 × 91 см. Художественный музей Индианаполиса, США. Инв. № 65.15 | К моменту смерти Клода Моне картина оставалась в его мастерской и была унаследована его сыном Мишелем Моне. Находилась в семейном собрании вплоть до начала 1950-х годов, когда была выставлена в галерее Поля Петридеса в Париже, где её купил Денис Саттон из Лондона. С 1959 года картина находилась в «Нью-Галлери» в Нью-Йорке, а с 1964 года — в галерее «Финдли» в Чикаго, где была приобретена для Художественного музея Индианаполиса. |
| W 1531                                        | Мост Чаринг-Кросс, фр. Charing Cross Bridge. 64,8 × 80,6 см. Справа внизу подпись и дата: Claude Monet 99. Музей Тиссена-Борнемисы, Мадрид, Испания.                                                                              | В ноябре 1901 года выкуплена у Моне Полем Дюран-Рюэлем и в 1903 году продана в галерею Пауля Кассирера в Берлине. 26 апреля 1926 года проходила на торгах в парижском аукционном доме «Друо», где её приобрёл Л. Г. Пикар. 18 марта 1989 года проходила на распродаже в местечке Анген-ле-Бен под Парижем, а 30 апреля 1996 года была выставлена в Нью-Йорке на торгах аукционного дома «Кристис», где была приобретена Кармен Серверой, вдовой Ханса Тиссена-Борнемисы, которая передала картину на хранение в музей Тиссена-Борнемисы в Мадриде. В июне 2020 года объявлено что из-за финансовых проблем Кармен Серверы картина исключена из состава собрания музея и будет выставлена на торги.                                           |
| W 1532                                        | Мост Чаринг-Кросс, отражения на Темзе, фр. Charing Cross Bridge, reflects sur la Tamise. 65,1 × 100,3 см. Справа внизу подпись: Claude Monet. Балтиморский художественный музей, Мериленд, США. Инв. № 1945.94.                   | В марте 1917 года выкуплена у Моне совместно Полем Дюран-Рюэлем и галереей «Бернхайм-Жён». В начале 1930-х годов находилась в собрании Абрама Эйзенберга в Балтиморе. После его смерти в 1933 году картина находилась в семейном собрании и в 1945 году подарена его вдовой Элен Гутман Балтиморскому художественному музею. |
| W 1533                                        | Мост Чаринг-Кросс, поезд, фр. Charing Cross Bridge, trains se criosant. 65 × 92 см. Слева внизу подпись и дата: Claude Monet 1902. Частная коллекция, Париж.                                                                      | В мае 1920 года выкуплена у Моне совместно Полем Дюран-Рюэлем и галереей «Бернхайм-Жён», в 1926 году выставлялась в галерее Дюран-Рюэля, а затем у Бернхаймов. Продана в частную коллекцию. |
| W 1534                                        | Мост Чаринг-Кросс, поезд, фр. Charing Cross Bridge, trains se criosant. 73 × 92 см. Слева внизу подпись и дата: Claude Monet 1902. Частная коллекция, Франция.                                                                    | В марте 1906 года выкуплена у Моне совместно Полем Дюран-Рюэлем и галереей «Бернхайм-Жён», выставлялась у Бернхаймов, а с 1913 года — у Дюран-Рюэля. В 1926 году продана в частную коллекцию во Франции. |
| W 1535                                        | Мост Чаринг-Кросс, дым и туман, впечатление, фр. Charing Cross Bridge, fumée dans le brouillard, impression. 73 × 92 см. Слева внизу подпись и дата: Claude Monet 1902. Музей Мармоттан-Моне, Париж, Франция.                     | Картина оставалась в мастерской Клода Моне вплоть до самой его смерти, унаследована его сыном Мишелем. После гибели Мишеля Моне в автокатастрофе в 1966 году все картины его отца, остававшиеся в мастерской в Живерни, согласно завещанию Мишеля Моне поступили в дар Французской академии изящных искусств и были переданы в парижский музей Мармоттан, к которому впоследствии было присоединено имя Моне. . |
| W 1536                                        | Мост Чаринг-Кросс, Темза, фр. Charing Cross Bridge, la Tamise. 73 × 100 см. Слева внизу подпись и дата: Claude Monet 1903. Музей искусств Ямагаты, Япония (на временном хранении, принадлежит коропоративной коллекции).          | В октябре 1905 года выкуплена у Моне Полем Дюран-Рюэлем и в декабре 1911 года продана Артуру Б. Эммонсу из Ньюпорта, США. 14—15 января 1920 года выставлена на распродаже собрания Эммонса в отеле «Плаза», Нью-Йорк, а 7 ноября 1946 года походила на торгах аукционного дома «Парк-Бернет» в Нью-Йорке. В 1985 году выставлялась в галерее Феликса Верселя в Париже. 29 июня 1992 года была выставлена на лондонские торги аукционного дома «Кристис», где за 2145000 фунтов стерлингов была приобретена японской корпорацией Yoshino Gypsum Co и передана на долгосрочное хранение в Музей искусств Ямагаты, Япония. |
| W 1537                                        | Мост Чаринг-Кросс, Темза, фр. Charing Cross Bridge, la Tamise. 73,4 × 100,3 см. Слева внизу подпись и дата: Claude Monet 1903. Лионский музей изобразительных искусств, Лион, Франция. Инв. № B 1725.                             | 11 мая 1904 года выкуплена у Моне Полем Дюран-Рюэлем и продана Раймону Кошлену из Парижа. В 1931 году по завещанию Кошлена перешла в собственность Лионского музея изобразительных искусств, поступила в музей в 1933 году. |
| W 1538                                        | Мост Чаринг-Кросс, проход поезда, фр. Charing Cross Bridge, passage de trains. 65 × 92 см. Слева внизу подпись и дата: Claude Monet 1904. Частная коллекция, Япония.                                                              | В марте 1906 года выкуплена у Моне совместно Полем Дюран-Рюэлем и галереей «Бернхайм-Жён», выставлялась у Дюран-Рюэля. Далее картина находилась в галерее Вильденштейнов, принадлежала Жерару Блоку, выставлялась в Нью-Йорке в галерее «Недлер» и с 1966 года принадлежала Сесилу Кауфману, США. С 1981 года находится в частной коллекции в Японии. |
| W 1539                                        | Мост Чаринг-Кросс, эффект вечера, фр. Charing Cross Bridge, effet du soir. 73 × 100 см. Справа внизу подпись и дата: Claude Monet 1904. Частная коллекция, ЮАР.                                                                   | В октябре 1904 года выкуплена у Моне Полем Дюран-Рюэлем, в октябре 1911 года посредством галереи «Брукс энд Рид» из Бостона была продана Джозефу Ф. Фланагану. 14—15 января 1920 года выставлена Фланаганом на распродажу в отеле «Плаза» в Нью-Йорке и продана Йозефу Странскому. В 1928 году картина вновь оказалась в Париже, выставлялась в галерее «Бернхайм-Жён», затем находилась у Вильденштейнов и в 1982 году продана в частную коллекцию в ЮАР. |
| W 1540                                        | Мост Чаринг-Кросс, фр. Charing Cross Bridge. 65 × 92 см. Слева внизу подпись и дата: Claude Monet 1902. Частная коллекция, Франция                                                                                                | В июле 1923 года выкуплена у Моне галереей «Бернхайм-Жён» и в январе 1926 года продана Анри-Эдмону Каннону. Унаследована Жаком Канноном и 5 июня 1942 года выставлена на торги в парижском аукционном доме «Друо», где была продана в неустановленную частную коллекцию во Франции. |
| W 1541                                        | Мост Чаринг-Кросс, туман, фр. Charing Cross Bridge, brouillard. 73 × 92 см. Справа внизу в две строки подпись и дата: Claude Monet / 1902. Художественная галерея Онтарио, Торонто, Канада. Инв. № 90/161                         | Была выкуплена у Моне галереей Жоржа Пети, с января 1924 года находилась в парижском отделении галереи «Недлер», 12 июня 1930 года выставлена на торги аукционного дома «Друо» в Париже, с 1937 года в галерее Марселя Бернхайма. В 1968 году принадлежала семье Бланко из Уругвая, с 1974 года выставлялась в галерее Вильденштейнов и с 1982 года принадлежала Милтону Харрису. 14 ноября 1989 года картину предполагалось выставить на торги аукционного дома «Кристис», но лот был отозван владельцем. В 1990 году подарена Милтоном Харрисом Художественной галерее Онтарио, Торонто. |
| W 1542                                        | Мост Чаринг-Кросс, фр. Charing Cross Bridge. 65 × 81 см. Справа внизу подпись: Claude Monet. Частная коллекция, Япония. | Картина оставалась в мастерской Клода Моне вплоть до самой его смерти, унаследована его сыном Мишелем. Была продана в галерею Пауля Валлотона в Лозанне, затем находилась в «Майор Галлери» в Лондоне. В 1968 году принадлежала сэру Роберту Филиппу Уиндему Одину, 12 апреля 1972 года выставлена на распродажу в аукционном доме «Сотбис», где была приобретена Джеком С. Джози, а с 1979 года принадлежала семейной фирме The Lenior M. Josey Company в Хьюстоне, Техас, США. 18 ноября 1986 года вновь оказалась на торгах «Сотбис», 13 июля 1989 года была продана в частную коллекцию на аукционе в отеле «Нью-Отани» в Осаке, Япония.                                                                                                 |
| W 1543                                        | Обелиск Клеопатры и мост Чаринг-Кросс, фр. L’Aiguelle de Cléopâtre et Charing Cross Bridge. 73 × 100 см. Справа внизу подпись: Claude Monet. Музей Мохамеда Махмуда Халиля, Гиза, Египет.                                         | В 1918 году выкуплена у Моне галереей «Бернхайм-Жён». С 1948 года в собрании Махмуд-бея Халиля в Каире. В 1962 году по завещанию перешла в собственность правительства Египта и выставляется в музее Мохамеда Махмуда Халила в Гизе. |
| W 1544                                        | Обелиск Клеопатры и мост Чаринг-Кросс, фр. L’Aiguelle de Cléopâtre et Charing Cross Bridge. 65 × 81 см. Справа внизу подпись: Claude Monet. Частная коллекция.                                                                    | Картина оставалась в мастерской Клода Моне вплоть до самой его смерти, унаследована его сыном Мишелем, который продал её в частную коллекцию. 7 апреля 1976 года выставлена на совместных торгах аукционных домов «Парк-Бернет» и «Сотбис», 26 июня 1990 года вновь выставлена на торги «Сотбис» и была продана в неустановленную частную коллекцию. |
| W 1545                                        | Мост Чаринг-Кросс, фр. Charing Cross Bridge. 65 × 95 см. Справа внизу подпись и дата: Claude Monet 1904. Частная коллекция, Великобритания.                                                                                       | При каких обстоятельствах картина покинула мастерскую Моне не установлено. 6 мая 1932 года он была выставлена на лондонских торгах аукционного дома «Кристис», а 22 июня 1934 года вновь торговалась у «Кристис». Принадлежала капитану Ф. С. Гордону и 15 февраля 1950 года опять оказалась на публичных торгах, на этот раз на распродаже собрания Гордона в аукционном доме «Сотбис», где была выкуплена галереей «Ролан, Броуз энд Дельбанко» для Александра Маргулиса, Великобритания. В семейной коллекции Маргулисов картина находилась в 1996 году. |
| W 1546                                        | Мост Чаринг-Кросс, фр. Charing Cross Bridge. 65 × 100 см. Справа внизу подпись и дата: Claude Monet 1902. Частная коллекция, Швейцария.                                                                                           | В марте 1906 года выкуплена у Моне совместно Полем Дюран-Рюэлем и галереей «Бернхайм-Жён», выставлялась у Бернхаймов, была продана в неустановленную частную коллекцию, однако в 1913 году вновь находилась в совместной собственности Дюран-Рюэля и Бернхаймов, а в 1914 году была временно предоставлена в галерею Пауля Кассирера в Берлине. После начала Первой мировой войны реквизирована германскими властями как имущество представителей враждебного государства, однако по окончании войны была возвращена в галерею «Бернхайм-Жён», где в 1923 году была куплена Анри-Эдмоном Канноном. Далее картина выставлялась в нью-йоркской галерее «Аквавелла» и была продана в частную коллекцию в Швейцарии.                             |
| W 1547                                        | Мост Чаринг-Кросс, фр. Charing Cross Bridge. 65 × 100 см. Слева внизу подпись и дата: Claude Monet 1902. Частная коллекция, Япония.                                                                                               | В июле 1923 года выкуплена у Моне галереей «Бернхайм-Жён» и 1926 году продана в галерею сыновей Поля Дюран-Рюэля. Около 1954 года оказалась в галерее «Мальборо» в Лондоне, с 1958 года в коллекции Винсента Корда. После смерти Корда, картина 4 декабря 1979 года была выставлена на торги аукционного дома «Кристис», с 1981 года находилась в галерее Эрнста Бейелера в Базеле, откуда в следующем году была продана в частную коллекцию в Японии. |
| W 1548                                        | Мост Чаринг-Кросс, фр. Charing Cross Bridge. 73 × 100 см. Справа внизу подпись и дата: Claude Monet 1903. Сент-Луисский художественный музей, Миссури, США. Инв. № 22-1915.                                                       | В марте 1913 года выкуплена у Моне Полем Дюран-Рюэлем и в мае того же года продана Артуру Б. Эммонсу из Ньюпорта, однако в декабре картина была возвращена Дюран-Рюэлю. В 1915 году приобретена Сент-Луисским художественным музеем. |
| W 1549                                        | Мост Чаринг-Кросс, фр. Charing Cross Bridge. 65 × 100,3 см. Слева внизу подпись и дата: Claude Monet 1903. Частная коллекция, США.                                                                                                | Была выкуплена у Моне галереей Жоржа Пети и 4—5 марта 1921 года была продана с аукциона Фернану Мошу из Реймса, который, в свою очередь, продал картину Роберу Кан-Сриберу из Нёйи-сюр-Сен под Парижем. 28 июня 1976 года выставлена на совместных торгах аукционных домов «Парк-Бернет» и «Сотбис», где была приобретена базельской галереей «Бейлер», откуда впоследствии была продана в частную коллекцию в США. 12 ноября 2019 года картина торговалась у «Сотбис» и была продана 27600000 долларов . |
| W 1550                                        | Мост Чаринг-Кросс, фр. Charing Cross Bridge. 65,4 × 80,5 см. Частная коллекция. | Картина является незаконченным эскизом, о чём говорит и отсутствие подписи художника. В 1921 году подарена Клодом Моне Джеймсу Батлеру, сыну своей падчерицы Сюзанны Ошеде-Моне, в замужестве Батлер. Далее картина находилась в собрании Алекса Магю в Париже, и в 1974 году была продана им в частную коллекцию в США. 12 мая 1999 года была выставлена на торги аукционного дома «Кристис» в Нью-Йорке, где за 992500 долларов была продана в неустановленную частную коллекцию. 4 ноября 2009 года оказалась на нью-йоркских торгах аукционного дома «Сотбис» и была продана за 1874500 долларов в неназванную европейскую коллекцию. Наконец 12 ноября 2018 года картина вновь торговалась у «Сотбис» и была продана 2235000 долларов . |
| W 1551                                        | Мост Чаринг-Кросс, фр. Charing Cross Bridge. 65 × 92 см. Слева внизу подпись и дата: Claude Monet 1903. Частная коллекция, США.                                                                                                   | В мае 1920 года выкуплена у Моне совместно Полем Дюран-Рюэлем и галереей «Бернхайм-Жён», с 1922 года выставлялась в нью-йоркском филиале галереи Дюран-Рюэля, затем в галерее Сэма Зальца. Принадлежала Джозефу Э. Левину, 18 мая 1983 года выставлена на совместных торгах аукционных домов «Парк-Бернет» и «Сотбис», где была продана в частную коллекцию в США. |
| W 1552                                        | Мост Чаринг-Кросс, фр. Charing Cross Bridge. 65 × 100 см. Справа внизу подпись и дата: Claude Monet 1903. Частная коллекция, США.                                                                                                 | В марте 1906 года выкуплена у Моне совместно Полем Дюран-Рюэлем и галереей «Бернхайм-Жён» и в 1909 году через Дюран-Рюэля продана Анри Бернштейну, Париж. Однако вскоре картина была возвращена Дюран-Рюэлю, который в 1912 году перепродал её Джозефу Ф. Фланагану из Бостона. 14—15 января 1920 года картина была выставлена на распродаже собрания Фланагана в нью-йоркском отеле «Плаза», где была куплена Артуром Микером из Чикаго. Затем картина оказалась в галерее «Скотт энд Фаулз», следующим её владельцем был Генри Д. Хьюз из Ардмора, далее вновь продавалась через галерею Вильденштейнов и с 1957 года находилась в коллекции Вернера Э. Джостена, США.                                                                     |
| W 1552a                                       | Мост Чаринг-Кросс, фр. Charing Cross Bridge. 65 × 81 см. Частная коллекция, Япония. | При каких обстоятельствах картина покинула мастерскую Моне не установлено. К началу Второй мировой войны находилась в одной из частных коллекций в Германии и во время боевых действий была значительно повреждена при авианалёте. После проведённой реставрации авторская живопись была сильно искажена. Выставлена 16 июня 1959 года на торги Шарпантье в Париже, но продать её не удалось. 2 июля 1971 года торговалась с аукциона в галерее «Мотте», Женева. С 1979 года находилась в частной коллекции в Японии и в 1990 году выставлена на продажу в галерее «Таменага», Токио. |
| W 1553                                        | Мост Чаринг-Кросс (эскиз), фр. Charing Cross Bridge (esquisse). 60 × 100 см. Музей Мармоттан-Моне, Париж, Франция. Инв. № 5101.                                                                                                   | Картина фактически является предварительным наброском-эскизом и не предназначалась для продажи. Оставалась в мастерской Клода Моне вплоть до самой его смерти, унаследована его сыном Мишелем. После гибели Мишеля Моне в автокатастрофе в 1966 году все картины его отца, остававшиеся в мастерской в Живерни, согласно завещанию Мишеля Моне поступили в дар Французской академии изящных искусств и были переданы в парижский музей Мармоттан, к которому впоследствии было присоединено имя Моне. |
| W 1554                                        | Мост Чаринг-Кросс, туман на Темзе, фр. Charing Cross Bridge, brouillard sur la Tamise. 73 × 92 см. Справа внизу подпись и дата: Claude Monet 1903. Гарвардский художественный музей, Кембридж, Массачусетс, США. Инв. № 1973.329. | В декабре 1920 года выкуплена у Моне совместно Полем Дюран-Рюэлем и галереей «Бернхайм-Жён», с 1922 года выставлялась у Дюран-Рюэля. В 1928 году приобретена Е. С. Лайманом. В 1979 году подарена Генри Лайманом музею Фогга при Гарвардском художественном музее. |